# Philaustera signigera
Philaustera signigera är en fjärilsart som beskrevs av Edward Meyrick 1927. Philaustera signigera ingår i släktet Philaustera och familjen Plutellidae. Inga underarter finns listade i Catalogue of Life.